# レムリンゲン (ウンターフランケン)
レムリンゲン (Remlingen) はドイツ連邦共和国バイエルン州ウンターフランケン地方のヴュルツブルク郡の市場町であり、ヘルムシュタット行政共同体を構成する自治体の一つである。この町は農業を主な産業とする住宅地で、ヴュルツブルク、マルクトハイデンフェルト、ヴェルトハイム、アシャッフェンブルクといった都市への農作物供給地となっている。

## 地理
レムリンゲンはヴュルツブルク郡内の連邦道B8号線沿いに位置している。

### 自治体の構成
この町は、公式には2つの地区 (Ort) からなる。このうち小集落や孤立農場などを除く集落は、首邑のレムリンゲンだけである。レムリンゲンにはホルツミューレ、ヘーベルクといった小地区が含まれる。

## 歴史
レムリンゲンは、古くはロミニンガ (Romininga)、レメニンゲン (Remeningen)、レムプリンゲン (Remblingen) とも称した。この村はフルダ修道院ラバヌス・マウルスによって初めて記録されている。839年7月9日にガウの伯であるボッポ・フォン・ヘンネベルクと所領の交換を行い、これによりレムリンゲンにある伯の所領は修道院の所領となったという記録である。所領交換に対する王の認可状は839年7月7日に作成されている。
レムリンゲンは中世において重要な市場町であった。この町にはかつてレーヴェンシュタイン＝ヴェルトハイム侯家およびカステル＝レムリンゲン侯家あるいはヴュルツブルク司教といった領主の裁判所が置かれていた。1803年の帝国代表者会議主要決議に基づく陪臣化によって、バイエルン、バーデン、ヴュルツブルク大公の間で分割されたが、1810年までに全域がヴュルツブルク大公国領となり、1814年にバイエルン王国領に移された。
また、レムリンゲンは古い通商路の宿駅でもあった。通商路はプラハ - ニュルンベルク - フランクフルト・アム・マイン - ブリュッセルを結ぶ街道で、現在の連邦道B8号線とほぼ同じルートを通っていた。
レムリンゲン町内のヘーベルクはフランケン地方で最も古いブドウ山で、839年に最初の記録が遺されている。
レムリンゲンは「3つのR」で有名な町である。Rinder（牛）、Rösser（馬）、Runkerlrüben（飼料用ビート）がそれである。レムリンゲン牛は世界中（たとえば、カナダ、南アフリカ、フランス）に輸出されている。少し以前から飼料用ビート栽培協会が組織されており、「レムリンゲン」品種は大変に需要が高い。馬術は現在でも盛んで、騎馬・乗馬サークルが活動している。2年ごとの聖霊降臨祭には、サークルの馬場で全国的に有名な馬術競技大会が開催される。
飼料用ビートの栽培農家は地元では「レムラー」と呼ばれる。B8号線から飼料用ビートの耕作地越しに "Remlinger Runkelrüben-Zuchtverein"（飼料用ビート栽培協会）と奇妙な書体の文字が残る建物が見える。現在ここには骨董の長持が保管されている。

## 文化と見所

### 言葉
レムリンゲンの町では高地ドイツ語はあまりはなされておらず、もっぱらウンターフランケン方言が話されている。

### 建築
- 水城
- カルテル家の城館の紅白の建物
- 聖アンドレアス教会
- 歴史的な町役場
- 歴史的な木製水車「モウリン・フス」レムリンゲン町内のアールバッハ川にある。

### 年中行事
- クリスマス市: 第3アドベント
- 種苗市: 9月
- 馬術競技大会
- 卵レース: 復活祭の月曜日

### スポーツ
- TTCレムリンゲンの卓球チームは1974/75年シーズンにブンデスリーガでプレイした。

## 姉妹都市
- エフィンゲン（スイス、アールガウ州）2007年

## その他
- アルバータ州知事 ラルフ・サイモンの先祖はレムリンゲン出身者である。このため彼はOPEC会議出席のため南アフリカへ向かう途中でこの町に立ち寄った。
- フランケン地方最古のブドウ畑ヘーベルクは839年に文献に記録されている。このブドウの木はレムリンゲンの紋章にも描かれている。
- 町のあだ名のプファーゲルは、近隣の町が短いaで発音する単語（プファッゲル）を長くのばすこの町特有の話し方に由来する。

## 引用
1. ↑  https://www.statistikdaten.bayern.de/genesis/online?operation=result&code=12411-003r&leerzeilen=false&language=de Genesis-Online-Datenbank des Bayerischen Landesamtes für Statistik Tabelle 12411-003r Fortschreibung des Bevölkerungsstandes: Gemeinden, Stichtag (Einwohnerzahlen auf Grundlage des Zensus 2011)
2. ↑  Bayerische Landesbibliothek Online